# Тайэй
Тайэй или Дайэй (яп. 大永 тайэй, дайэй) — девиз правления (нэнго) японских императоров Го-Касивабара и Го-Нара, использовавшийся с 1521 по 1528 год .

## Продолжительность
Начало и конец эры:
- 23-й день 8-й луны 18-го года Эйсё (по юлианскому календарю — 23 сентября 1521);
- 20-й день 8-й луны 8-го года Тайэй (по юлианскому календарю — 3 сентября 1528).

## Происхождение
Название нэнго было заимствовано из классического древнекитайского сочинения «Души Тундянь» (кит. 杜氏通典, пиньинь Dùshì tōng diǎn):「庶務至微、至密、其大則以永業」.

## События
даты по юлианскому календарю
- 24 января 1525 года (1-й день 1-й луны 5-го года Тайэй) — из-за нехватки денег в императорском дворце приостановили исполнение обрядов[6];
- 29 апреля 1525 года (7-й день 4-й луны 5-го года Тайэй) — в возрасте 63 лет скончался император Го-Касивабара, он был найден мёртвым в своём архиве[6];
- 25 мая 1526 года (14-й день 4-й луны 6-го года Тайэй) — Имагава Удзитика, сюго из провинции Суруга, составил свод законов «Имагава канамокуроку» (яп. 今川仮名目録)[7];
- 1526 год (4-я луна 6-го года Тайэй) — новым императором был провозглашён Го-Нара[6];
- 1526 год (7-я луна 6-го года Тайэй) — силы под предводительством Фусокава Такакагэ и Фусокава Такакуни остановили продвижение войска из провинции Ава[8];
- 1526 год (12-я луна 6-го года Тайэй) — сёгун Асикага Ёсихару пригласил лучников из соседних провинций в столицу на соревнования по стрельбе из лука[8];
- 1526 год (12-я луна 6-го года Тайэй) — на серебряных рудниках Ивами Гиндзан (на территории современной префектуры Симане) начались крупномасштабные горные работы[9].

## Сравнительная таблица
Ниже представлена таблица соответствия японского традиционного и европейского летосчисления. В скобках к номеру года японской эры указано название соответствующего года из 60-летнего цикла китайской системы гань-чжи. Японские месяцы традиционно названы лунами.
| 1-й год Тайэй (Металлическая Змея)  | 1-я луна*       | 2-я луна*  | 3-я луна  | 4-я луна*               | 5-я луна* | 6-я луна  | 7-я луна* | 8-я луна   | 9-я луна    | 10-я луна*              | 11-я луна  | 12-я луна                |                |
| ----------------------------------- | --------------- | ---------- | --------- | ----------------------- | --------- | --------- | --------- | ---------- | ----------- | ----------------------- | ---------- | ------------------------ | -------------- |
| Юлианский календарь                 | 8 февраля 1521  | 9 марта    | 7 апреля  | 7 мая                   | 5 июня    | 4 июля    | 3 августа | 1 сентября | 1 октября   | 31 октября              | 29 ноября  | 29 декабря               |                |
| 2-й год Тайэй (Водяная Лошадь)      | 1-я луна*       | 2-я луна   | 3-я луна* | 4-я луна                | 5-я луна* | 6-я луна* | 7-я луна  | 8-я луна*  | 9-я луна    | 10-я луна*              | 11-я луна  | 12-я луна                |                |
| Юлианский календарь                 | 28 января 1522  | 26 февраля | 28 марта  | 26 апреля               | 26 мая    | 24 июня   | 23 июля   | 22 августа | 20 сентября | 20 октября              | 18 ноября  | 18 декабря               |                |
| 3-й год Тайэй (Водяная Коза)        | 1-я луна        | 2-я луна*  | 3-я луна  | 3-я луна (високосная) * | 4-я луна  | 5-я луна* | 6-я луна* | 7-я луна   | 8-я луна*   | 9-я луна                | 10-я луна* | 11-я луна                | 12-я луна      |
| Юлианский календарь                 | 17 января 1523  | 16 февраля | 17 марта  | 16 апреля               | 15 мая    | 14 июня   | 13 июля   | 11 августа | 10 сентября | 9 октября               | 8 ноября   | 7 декабря                | 6 января 1524  |
| 4-й год Тайэй (Деревянная Обезьяна) | 1-я луна*       | 2-я луна   | 3-я луна  | 4-я луна*               | 5-я луна  | 6-я луна* | 7-я луна* | 8-я луна   | 9-я луна*   | 10-я луна               | 11-я луна* | 12-я луна                |                |
| Юлианский календарь                 | 5 февраля 1524  | 5 марта    | 4 апреля  | 4 мая                   | 2 июня    | 2 июля    | 31 июля   | 29 августа | 28 сентября | 27 октября              | 26 ноября  | 25 декабря               |                |
| 5-й год Тайэй (Деревянный Петух)    | 1-я луна*       | 2-я луна   | 3-я луна  | 4-я луна*               | 5-я луна  | 6-я луна* | 7-я луна  | 8-я луна*  | 9-я луна    | 10-я луна*              | 11-я луна  | 11-я луна (високосная) * | 12-я луна      |
| Юлианский календарь                 | 24 января 1525  | 22 февраля | 24 марта  | 23 апреля               | 22 мая    | 21 июня   | 20 июля   | 19 августа | 17 сентября | 17 октября              | 15 ноября  | 15 декабря               | 13 января 1526 |
| 6-й год Тайэй (Огненная Собака)     | 1-я луна*       | 2-я луна   | 3-я луна  | 4-я луна*               | 5-я луна  | 6-я луна* | 7-я луна  | 8-я луна*  | 9-я луна    | 10-я луна*              | 11-я луна  | 12-я луна*               |                |
| Юлианский календарь                 | 12 февраля 1526 | 13 марта   | 12 апреля | 12 мая                  | 10 июня   | 10 июля   | 8 августа | 7 сентября | 6 октября   | 5 ноября                | 4 декабря  | 3 января 1527            |                |
| 7-й год Тайэй (Огненная Свинья)     | 1-я луна        | 2-я луна*  | 3-я луна  | 4-я луна*               | 5-я луна  | 6-я луна* | 7-я луна  | 8-я луна   | 9-я луна*   | 10-я луна               | 11-я луна* | 12-я луна                |                |
| Юлианский календарь                 | 1 февраля 1527  | 3 марта    | 1 апреля  | 1 мая                   | 30 мая    | 29 июня   | 28 июля   | 27 августа | 26 сентября | 25 октября              | 24 ноября  | 23 декабря               |                |
| 8-й год Тайэй (Земляная Крыса)      | 1-я луна*       | 2-я луна   | 3-я луна* | 4-я луна*               | 5-я луна  | 6-я луна  | 7-я луна* | 8-я луна   | 9-я луна    | 9-я луна (високосная) * | 10-я луна  | 11-я луна*               | 12-я луна      |
| Юлианский календарь                 | 22 января 1528  | 20 февраля | 21 марта  | 19 апреля               | 18 мая    | 17 июня   | 17 июля   | 15 августа | 14 сентября | 14 октября              | 12 ноября  | 12 декабря               | 10 января 1529 |

* звёздочкой отмечены короткие месяцы (луны) продолжительностью 29 дней. Остальные месяцы длятся 30 дней.